# فرودگاه صحرایی ارتشی مایکل
فرودگاه صحرایی ارتشی مایکل (به انگلیسی: Michael Army Airfield) یک فرودگاه نظامی با کد یاتا DPG است که یک باند فرود آسفالت دارد و طول باند آن ۳۳۵۳ متر است. این فرودگاه در کشور ایالات متحده آمریکا قرار دارد و در ارتفاع ۱۳۲۶ متری از سطح دریا واقع شده‌است.